# Älvkvarnsten

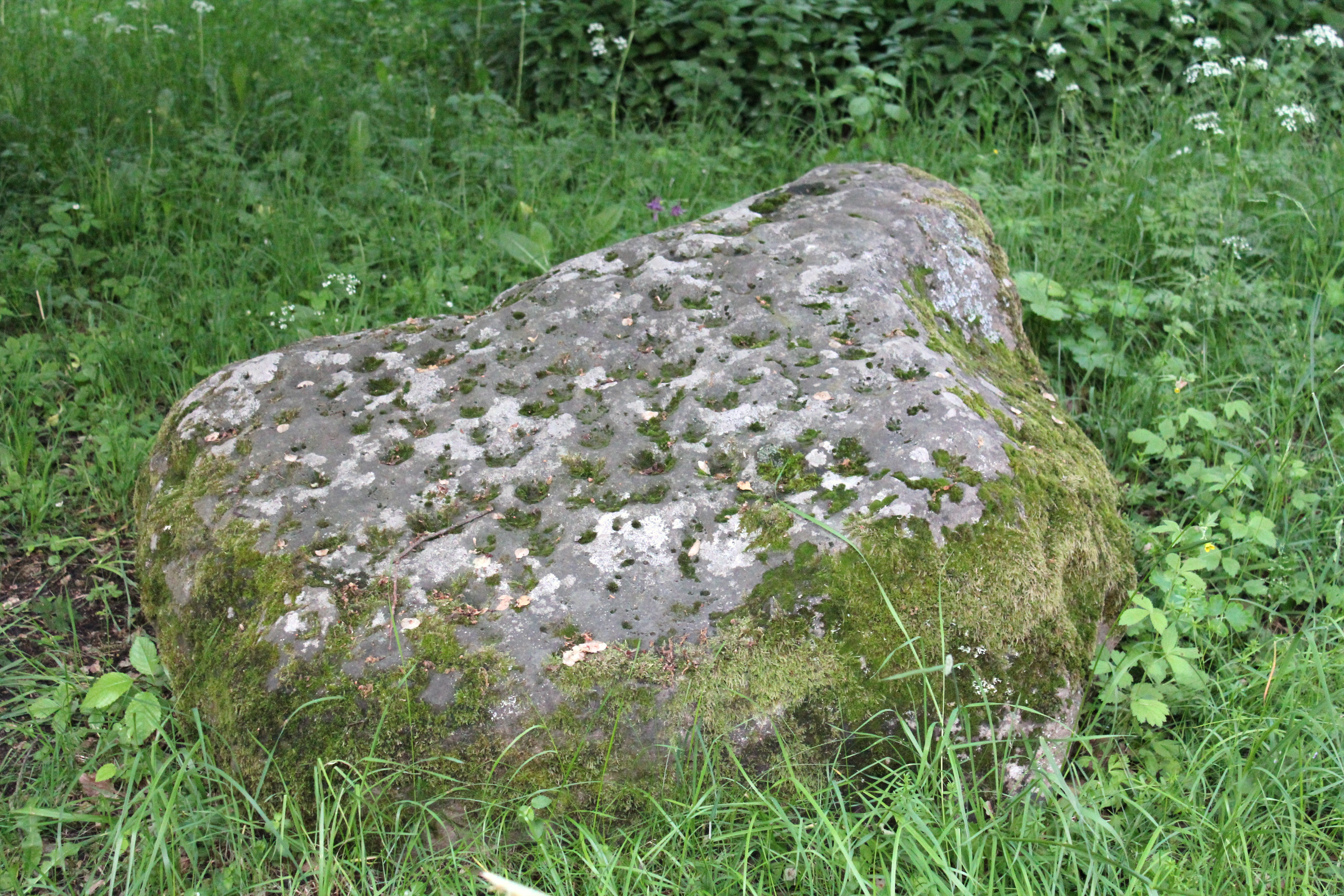
Älvkvarnstenen

Der Älvkvarnsten ist ein Schalenstein, der am Götalandsvägen im Lerkrogsparken in Solberga, südlich von Stockholm in Södermanland in Schweden liegt. 
Der Älvkvarnsten stammt ursprünglich von einem flachen Hang etwa 1100 m südwestlich seines heutigen Standortes. Das 1966 in einen Industriepark umgewandelte Gebiet hieß Hästhagen und gehörte zum Hof Älvsjö (deutsch „Elfensee“). Er wurde zu dieser Zeit an die Kreuzung Rågsvedsvägen/Huddingevägen verlegt und vergessen. 1994 wurde er wiederentdeckt und an seinen heutigen Standort verlegt.
Der Älvkvarnstenen ist ein Block von etwa 1,8 × 1,2 Metern und etwa 0,2 bis 0,5 Metern dicke. Auf seiner Oberfläche befinden sich etwa 120 Schälchen (schwedisch Skålgropar oder Älvkvarnar – deutsch „Elfenmühlen“), die aus der Bronzezeit stammen. Sie haben Durchmesser von 3,0 bis 6,0 cm und sind 1,5 bis 3,0 cm tief. In der südöstlichen Ecke befindet sich ein Bohrloch.

Älvkvarnsten oder Skålgropssten
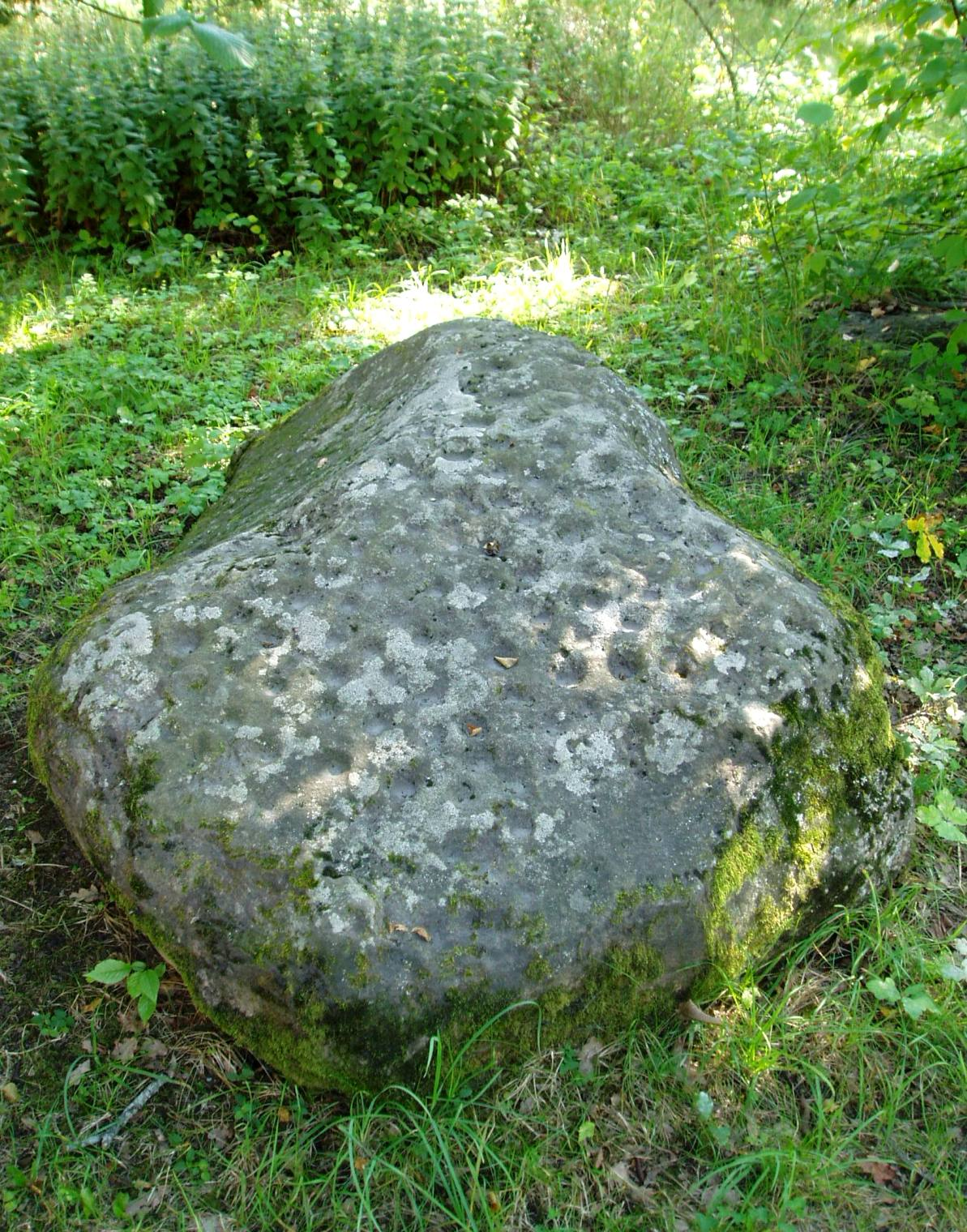
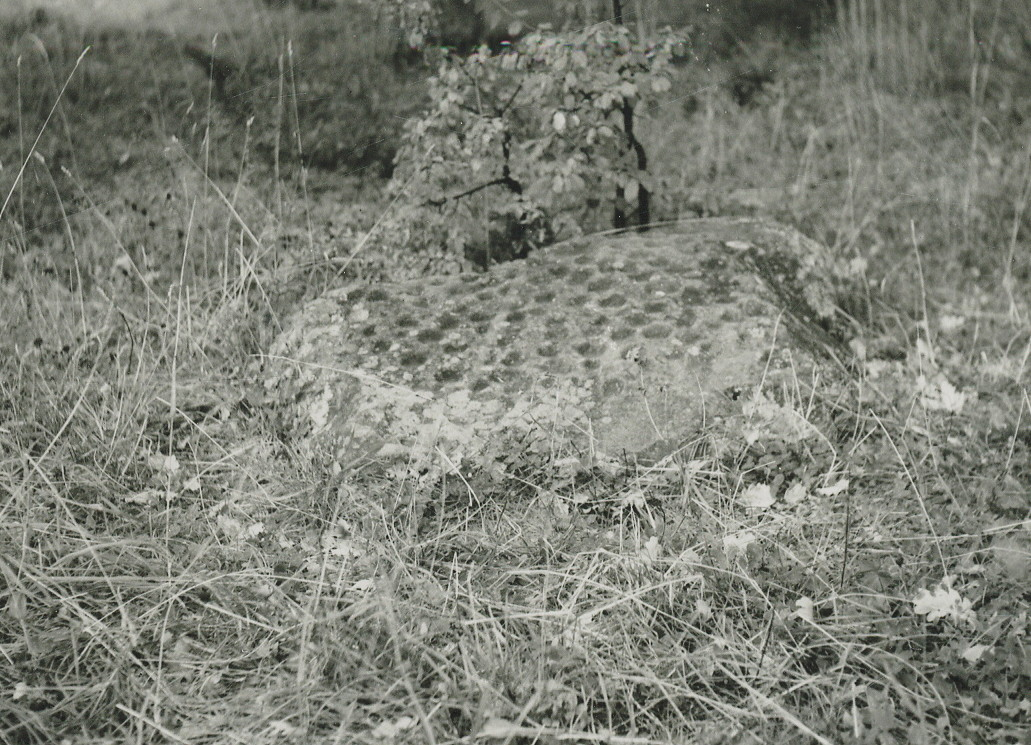
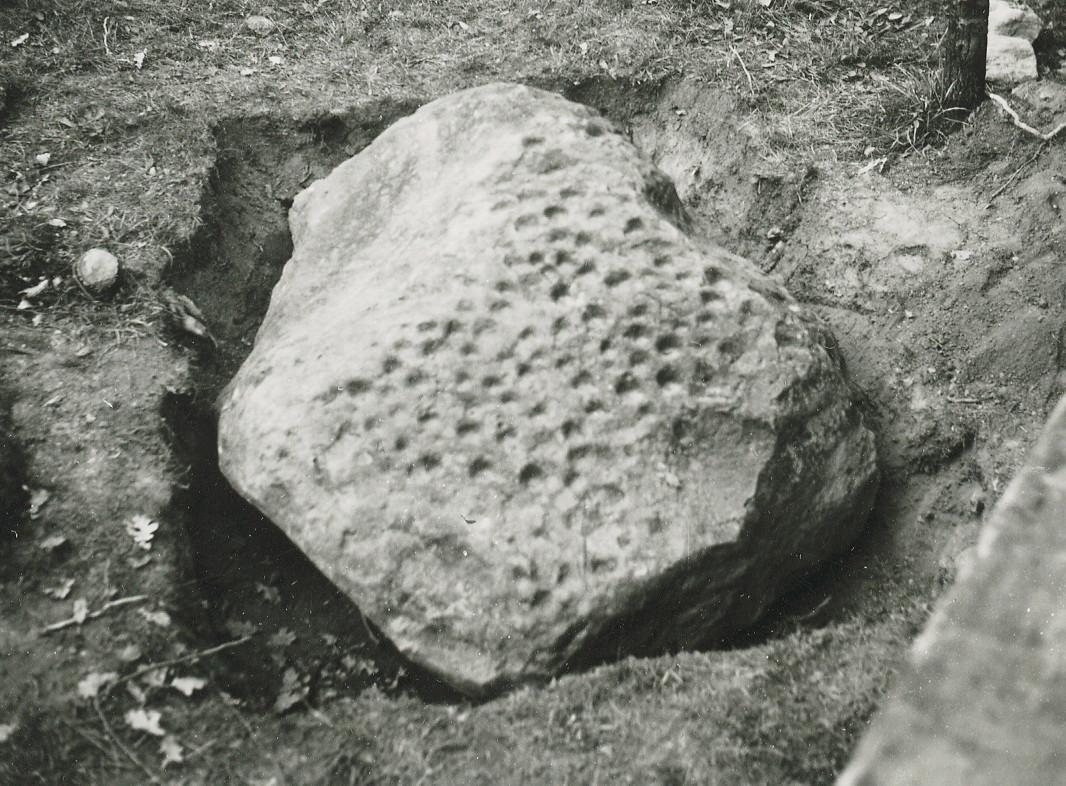
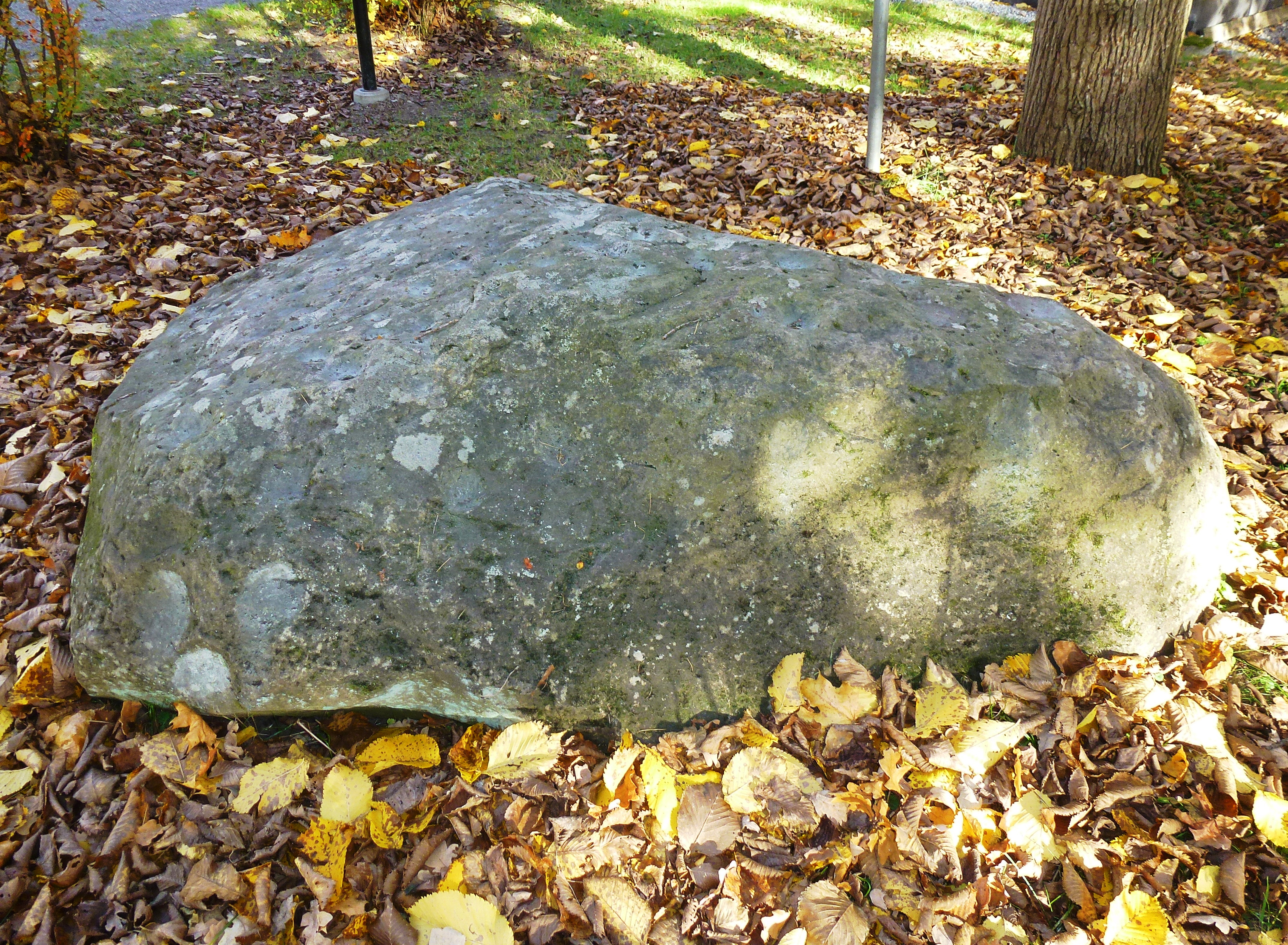

Steine dieser Art werden in den Fruchtbarkeitskult eingeordnet. Der Überlieferung zufolge haben Feen (schwedisch Älvar) in den Gruben bzw. Mühlen (schwedisch Kvarner) Getreide mahlen. 